# 辻直孝
辻 直孝（つじ なおたか、1953年〈昭和28年〉7月15日 - ）は、日本の政治家。北海道北見市長（3期）。元北見市常呂自治区長。
姓の「辻」は之繞の点が1つのものが正式である。

## 来歴
北海道常呂郡常呂町（現・北見市）出身。1972年（昭和47年）北海道常呂高等学校卒業。1976年（昭和51年）北海学園大学経済学部卒業。1976年（昭和51年）5月北見市役所に入所。2006年（平成18年）5月同市企画財政部参事。2007年（平成19年）9月同市企業局長。2009年（平成21年）4月同市社会教育部長。2010年（平成22年）2月北見市議会事務局長。北見市役所を定年退職後、2013年（平成25年）4月北見市常呂自治区長に就任。
2015年（平成27年）8月6日に櫻田真人北見市長（当時）が自殺。櫻田の死去に伴い同年9月27日に行われた北見市長選挙に自由民主党、民主党、新党大地の推薦を受けて出馬し、他の新人候補者1人をおさえて初当選、北見市長に就任。2019年（令和元年）9月8日の市長選でも再選され、2006年の新北見市発足後初めて再選された市長となった（新北見市移行時の神田孝次市長（合併に伴い旧北見市長を失職し、新北見市発足後の市長選挙で当選し、新北見市長に就任）は旧北見市時代を含め3回当選しているが、新北見市での当選は1回のみ）。
2021年（令和3年）5月10日、PCR検査を受け、新型コロナウイルスの陽性が判明した。
2023年（令和5年）9月10日の市長選で3選。